# HD138338
HD138338 — хімічно пекулярна зоря спектрального класу A3, що має видиму зоряну величину в смузі V приблизно  6,4.
Вона  розташована на відстані близько 299,5 світлових років від Сонця.

## Фізичні характеристики
Зоря HD138338 обертається 
досить швидко 
навколо своєї осі. Проєкція її екваторіальної швидкості на промінь зору становить  Vsin(i)= 65км/сек.